# Аль-Худжали, Мухаммад
Моха́ммед а́ль-Ходжали́ (араб. محمد الخوجلي‎, англ. Mohammed al-Khojali, 15 января 1973, Саудовская Аравия) — саудовский футболист, вратарь. Выступал за сборную Саудовской Аравии. Участник чемпионата мира 2002 года.

## Карьера

### Клубная
С 1999 по 2007 год выступал в составе клуба «Аль-Наср» из Эр-Рияда, выиграв вместе с командой за это время 1 раз Международный кубок Дамаска, став по 1-му разу финалистом Арабского кубка обладателей кубков и Арабского суперкубка, а также получив вместе с командой приз Fair Play на Клубном чемпионате мира в 2000 году. В 2007 году перешёл в другой клуб из Эр-Рияда «Судус», выступающий в Саудовском первом дивизионе, в этом клубе играет по сей день.

### В сборной
В составе главной национальной сборной Саудовской Аравии выступал c 2001 по 2004 год, сыграв за это время 12 матчей. Участник чемпионата мира 2002 года, однако, на поле так ни разу и не вышел. Вместе с командой становился обладателем Кубка арабских наций и дважды Кубка наций Персидского залива.

## Достижения

### Командные
Обладатель Кубка арабских наций: (1)
- 2002

Обладатель Кубка наций Персидского залива: (2)
- 2002, 2003

Обладатель Международного кубка Дамаска: (1)
- 2004

Финалист Арабского кубка обладателей кубков: (1)
- 2000/01

Финалист Арабского суперкубка: (1)
- 2001

### Награды
Приз Fair Play на Клубном чемпионате мира: (1)
- 2000